# Оґастус Ґеслінґ
Оґастус Ґеслінґ (англ. Augustus Goessling, 17 листопада 1878 — 22 серпня 1963) — американський плавець і ватерполіст.
Бронзовий призер Олімпійських Ігор 1904 року, учасник 1908 року.